# Krista Pärmäkoski
Krista Pärmäkoski , née Lähteenmäki le 12 décembre 1990 à Ikaalinen, est une fondeuse finlandaise. Elle est détentrice de sept médailles mondiales, une en individuelle sur le skiathlon en 2017, deux en sprint par équipes avec l'argent aux côtés d'Aino-Kaisa Saarinen en 2011 puis le bronze en 2013 avec Riikka Sarasoja-Lilja et quatre en relais, le bronze lors des éditions de 2011, 2015, 2017 et 2021. Elle prend part depuis la saison 2009 à la Coupe du monde. Cinq fois gagnante d'épreuves individuelles, elle a aussi réussi de nombreuses places d'honneur dans des compétitions par étapes et deux podiums sur le Tour de ski en 2017 et 2019. Malgré une concurrence rude, elle a pris à partir de 2012, les rênes de l'équipe de Finlande.

## Biographie

### 2007-2009: ses débuts aux Championnats du monde junior
Krista Pärmäkoski dispute ses premières compétitions reconnues par la fédération internationale de ski lors de la saison 2007 avec des courses FIS et le Festival olympique de la jeunesse européenne à Jaca, où elle est quatrième du cinq kilomètres classique. En 2008, elle prend part à ses premiers Championnats du monde juniors à Malles Venosta en Italie à seulement 17 ans. Elle y remporte sa première médaille avec le bronze en relais aux côtés de Johanna Heinanen, Kerttu Niskanen et Satu Annila.
Ses bonnes performances en 2008 lui permettent d'être appelée par l'équipe de Finlande pour quelques épreuves de Coupe du monde à partir de la saison 2009, elle y inscrit d'ailleurs ses premiers points dès sa première épreuve à Kuusamo lors d'un sprint en style classique avec une 29e place. En janvier 2009, elle prend part à ses seconds Championnats du monde junior à Praz de Lys - Sommand en France. Elle rate la médaille en sprint avec une 6e place alors qu'elle avait réalisé le meilleur temps des qualifications. Deux jours plus tard, elle devient vice-championne du monde junior sur la poursuite derrière la Norvégienne Ingvild Flugstad Østberg. Après une 4e place sur le 5 km en style libre, elle finit ses Mondiaux juniors avec une 5e place en relais. Ses performances l'amènent à rejoindre une semaine plus tard Liberec où se déroulent les Championnats du monde, elle y est retenue pour disputer le 10 km en style classique. Elle termine 37e de cette épreuve alors que ses trois compatriotes sont dans le top 10 (Aino-Kaisa Saarinen est championne du monde, Virpi Kuitunen 4e et Pirjo Muranen 7e).

### 2010: ses premiers Jeux olympiques d'hiver
Lors de la saison 2010, elle concentre ses efforts sur ses troisièmes Championnats du monde junior qui ont lieu à Hinterzarten en Allemagne en janvier 2010. Juste avant, elle ne prend part qu'à une seule épreuve de Coupe du monde avec une 18e place lors d'un 10 km classique à Otepää en Estonie. Annoncée comme l'une des favorites des Mondiaux junior, elle termine 5e du sprint malgré le troisième temps des qualifications mais remporte le 27 janvier 2010 le titre mondial junior du 5 km classique devant Østberg et Hanna Brodin. Après une 6e place en poursuite, elle ajoute une nouvelle médaille avec l'argent en relais aux côtés de Maria Grundvall, Marjaana Pitkaenen et Tanja Kauppinen. Après ces Mondiaux réussis, elle participe pour la première fois aux Jeux olympiques d'hiver puisqu'elle y est retenue pour disputer deux épreuves. À cette occasion, elle prend une 52e place sur le 10 km libre puis une 25e place sur le 30 km classique.

### 2011: deux médailles aux Championnats du monde à Oslo

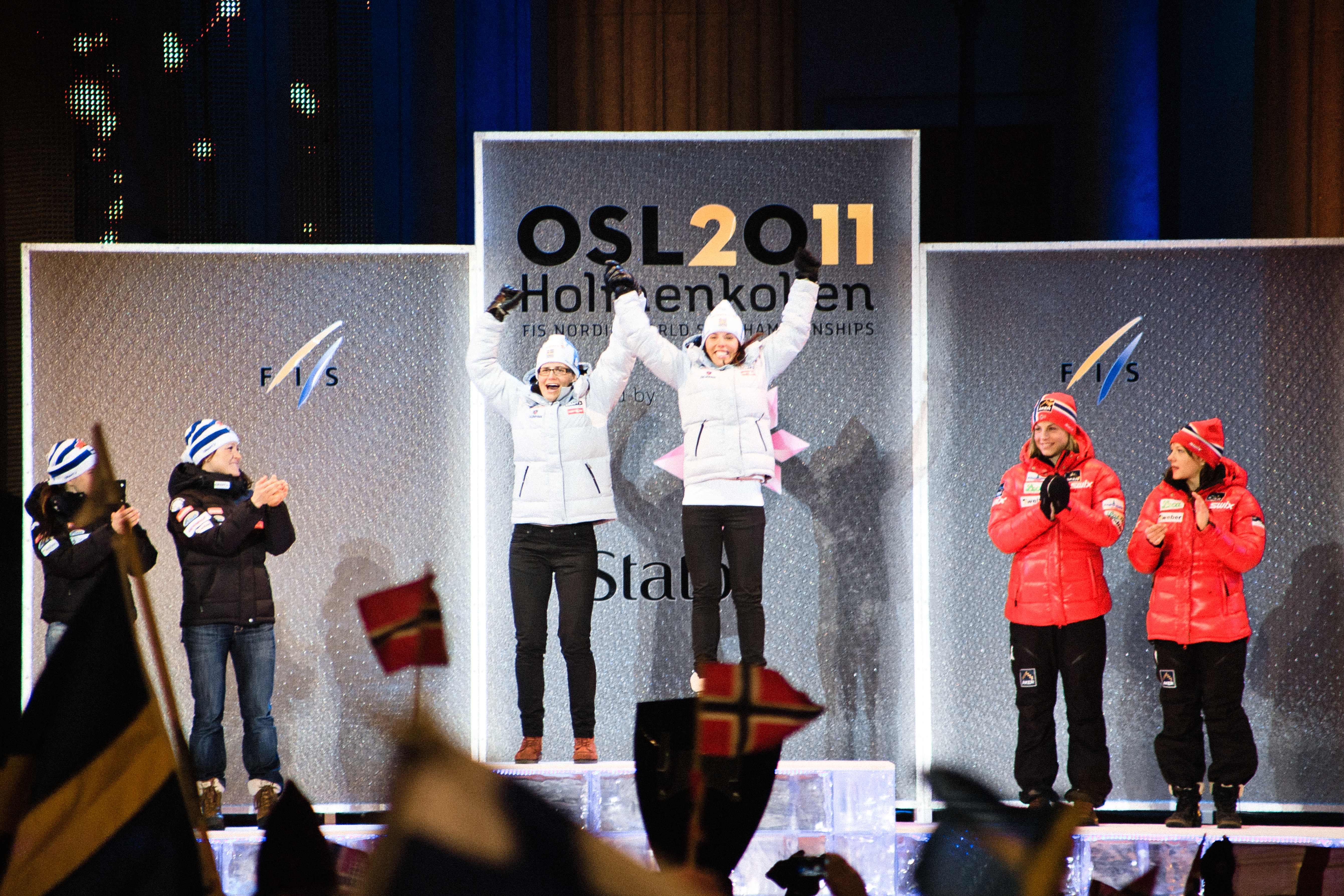
Krista Pärmäkoski, à gauche, remporte la médaille d'argent en sprint par équipes avec Aino Kaisa Saarinen derrière les Suédoises aux Championnats du monde 2011.

Lors de la saison 2011, elle est sélectionnée en Coupe du monde et s'affirme comme un grand espoir du ski de fond. Elle réalise une performance lors du Nordic Opening de Kuusamo en novembre 2010 en prenant une 12e place et meilleure Finlandaise dans cette compétition à étapes. Elle réussit quelques « top 10 » en relais et sur le 10 km avant que débute le Tour de ski 2011. Dans cette course à étapes, elle prend une 9e place dans le prologue puis monte sur le podium lors de la seconde étape avec une 2e place sur le 10 km classique derrière la Polonaise Justyna Kowalczyk. Cette performance lui permet d'être révélée aux yeux du grand public. Elle reste tout au long de ce Tour de ski au contact des meilleures et y prend une 8e place finale et meilleure Finlandaise à seulement 20 ans. Elle est la plus jeune du top 10 de ce Tour de ski 2011. Elle remporte derrière le 10 km libre des Championnats du monde des moins de 23 ans à Otepää puis réalise sa meilleure performance dans une épreuve de Coupe du monde avec une 7e place sur le 10 km classique de Drammen une semaine avant le début des Championnats du monde d'Oslo.
Lors de ces Championnats du monde, elle prend la 16e place du sprint puis la 31e de la poursuite. Sur le 10 km classique, elle se place 5e à 14 secondes de la médaille de bronze. Lors du sprint par équipes où elle fait équipe avec Aino Kaisa Saarinen, Pärmäkoski termine le sprint en devançant dans les derniers mètres la Norvégienne Astrid Jacobsen pour prendre une médaille d'argent derrière la Suède de Charlotte Kalla et Ida Ingemarsdotter. C'est sa première médaille aux Mondiaux de sa carrière. Le lendemain, elle est retenue dans le relais 4 × 5 km (aux côtés de Saarinen, Pirjo Muranen et Riitta-Liisa Roponen) où elle est la dernière relayeuse. En lutte pour une médaille d'argent avec Kalla, elle finit finalement troisième et remporte la médaille de bronze. Elle clôt ses Championnats du monde avec une 11e place sur le 30 km.
Elle participe enfin aux Finales de Falun mais y abandonne. Elle termine à la 12e place du classement général et de la distance, deuxième meilleure Finlandaise derrière Saarinen.

### 2012-2014: la confirmation
Elle entame sa saison 2012 par son premier podium en Coupe du monde avec une troisième place en relais à Sjusjoen derrière les deux équipes de Norvège. Lors du Nordic Opening de Kuusamo, elle prend la même place que la saison précédente avec une 12e place. Jusqu'en décembre 2011, elle réalise de nombreux top 20 dont une 10e place au 10 km de Rogla avant le début du Tour de ski 2012. Ce Tour de ski confirme ses dispositions dans les compétitions par étapes puisqu'elle prend une 4e place finale derrière Kowalczyk, et les Norvégiennes Marit Bjørgen-Therese Johaug, en battant au sprint Marthe Kristoffersen dans l'ultime étape. Après ce Tour de ski, elle est toute proche de monter sur son premier podium individuel à l'occasion d'un sprint de Moscou en février 2012 avec une 5e place. Elle démontre alors sa polyvalence. Quelques jours plus tard, c'est une 6e place qui l'attend lors du skiathlon de Rybinsk. Le 12 février 2012, elle monte sur son deuxième podium avec une seconde place au relais de Nové Město na Moravě derrière l'“équipe 1” de la Norvège, Pärmäkoski s'impose au sprint pour la seconde place devant Østberg de l'“équipe 2” de Norvège. Elle termine sa saison avec les Finales de Falun et une 17e place. Elle réalise en 2012 sa meilleure saison en Coupe du monde jusqu'alors avec une 7e place finale et le leadership de la Finlande, notamment en raison de sa 4e place au Tour de ski et ses résultats réguliers.
Elle entame sa saison 2013 avec une 6e place au Nordic Opening de Kuusamo, le meilleur résultat de sa carrière dans cette compétition. Elle réédite sa performance de l'an dernier par une nouvelle quatrième place au Tour de ski. Par la suite, elle participe aux Championnats du monde de Val di Fiemme où elle se pare de bronze en compagnie de Riikka Sarasoja.
Lors de la saison 2013-2014, elle obtient son meilleur résultat lors du Tour de ski qu'elle termine quatrième derrière trois Norvégiennes. Elle est ensuite médaillée d'argent en relais aux Jeux olympiques de Sotchi.

### 2015-2016: premier podium de Coupe du monde
En décembre 2015, elle se classe deuxième du dix kilomètres classique de Toblach derrière Therese Johaug, dominatrice des courses en distance. Il s'agit de son premier podium à proprement parler sur une épreuve de Coupe du monde, les podium d'étapes des différents tours ne s'incluant pas dans ce total.
Elle s'illustre aussi sur le nouveau Ski Tour Canada qu'elle termine quatrième grâce à une victoire sur la poursuite finale en style classique.

### 2016-2018
En début de saison, elle est troisième du mini-Tour de Lillehammer, remporté par Heidi Weng, signant le meilleur temps de la poursuite dix kilomètres classique. Elle termine de nouveau sur le podium en obtenant la troisième place de la course suivante, un quinze kilomètres libre à Davos remporté par Ingvild Flugstad Østberg devant Heidi Weng. Septième du sprint disputé sur ce site, elle est ensuite dixième de la première étape du tour de ski, un sprint libre au Val Mustair. Le lendemain, elle termine troisième du cinq kilomètres départ en ligne emporté par Østberg. Septième du skiathlon d'Oberstdorf, elle termine quatrième de la poursuite puis obtient la deuxième la deuxième place du cinq kilomètres libre de Toblach remportée par Jessica Diggins. Elle termine quatrième du départ en ligne de Val di Fiemme. Lors de la dernière étape, la montée finale de l'Alpe Cermis, elle termine à 49 s 1 de Heidi Weng pour obtenir la deuxième place. Elle est ensuite deuxième du dix kilomètres libre d'Ulricehamn, battue par Marit Bjørgen. À Falun, elle obtient la quatrième place lors du sprint puis la sixième d'une mass-start en style classique. Pour sa dernière course avant les mondiaux, elle est sixième à Otepää sur un dix kilomètres classique. Elle commence les championnats du monde de Lahti par une deuxième place sur le skiathlon. Figurant parmi les quatre fondeuses en tête au terme de la partie classique, avec Marit Bjørgen, Heidi Weng et Charlotte Kalla, elle est à l'origine de l'accélération qui lache Weg et Kalla mais ne parvient à se débarrasser de Bjørgen qui s'échappe à un kilomètre de l'arrivée. Elle termine ensuite septième du dix kilomètres classique, avant de remporter la troisième place avec le relais finlandais également composé de Aino-Kaisa Saarinen, Kerttu Niskanen et Laura Mononen. Sur le trente kilomètres libre, elle termine sixième. À Drammen, elle termine deuxième du sprint classique derrière Stina Nilsson. Elle est de nouveau deuxième de la course suivante, le Sur le trente kilomètres classique d'Oslo, une nouvelle fois battue par Marit Bjørgen. Elle se rend ensuite au Québec pour le Finales où, après une 22e place du sprint, elle termine troisième d'un dix kilomètres classique. Elle termine finalement cinquième des Finales en réalisant le cinquième de la dernière course, une poursuite dix kilomètres libre. Elle termine la saison au deuxième rang du classement général de la coupe du monde, derrière Heidi Weng, au troisième rang du classement des courses de distance et sixième du classement des sprints.
Elle commence sa saison 2017-2018 par une victoire sur une course FIS à Olos. Pour son début en coupe du monde, elle dispute le Ruka Triple, terminant sixième du sprint classique puis 28e du dix kilomètres, toujours en classique, terminant finalement quinzième du mini-tour après la poursuite. Lors du sprint classique de Lillehammer, elle est deuxième, derrière Maiken Caspersen Falla. Elle est ensuite septième du skiathlon sur ce même lieu avant de terminer neuvième du sprint libre et troisième du dix kilomètres libre de Davos. Lors du sprint de Lenzerheide, première étape du tour de ski, elle termine huitième, avant d'obtenir un treizième place lors  d'un dix kilomètres classique, franchissant ensuite en quatrième position la ligne d'arrivée de la poursuite dix kilomètres libre. À Oberstdorf, elle termine sur le podium, troisième, du dix kilomètres départ en ligne remporté par Ingvild Flugstad Østberg devant Maiken Caspersen Falla. Lors de l'étape suivante, sur une nouvelle mass-start, mais en style classique, elle est seulement devancée par Heidi Weng. Elle franchit le lendemain la ligne d'arrivée au sommet de Alpe Cermis en quatrième position. Après deux victoires lors de poursuites dix kilomètres classique du Ski tour Canada en 2016 et du Nordic Opening de la saison suivante, elle remporte l'individuel disputé dix kilomètres en style classique de Planica, devant Charlotte Kalla et Heidi Weng. Lors des Jeux olympiques, Jeux olympiques de Pyeongchang, elle termine à la troisième place du skiathlon remporté par Charlotte Kalla devant  Marit Bjørgen. Elle participe ensuite au sprint classique où elle s'incline en demi-finale pour terminer neuvième. Elle remporte sa deuxième médaille de bronze dans une compétition individuelle lors de cette édition sur le dix kilomètres, disputé en style libre, course remportée par la Norvégienne Ragnhild Haga devant Charlotte Kalla. L'équipe finlandaise, composée de Aino-Kaisa Saarinen, Kerttu Niskanen, Riitta-Liisa Roponen et Krista Pärmäkoski en dernière position termine à la quatrième place du relais remporté par les Norvégiennes devant les Suédoises et les Russes. Pärmäkoski est également choisie pour représenter avec Mari Laukkanen son pays sur le sprint par équipes où elles terminent cinquième. Sur le trente kilomètres, elle termine à la deuxième place, sa troisième médaille sur cette édition, sa quatrième médaille olympique en carrière. Après les Jeux, elle s'impose sur le dix kilomètres classique de Lahti, devant Natalia Nepryaeva puis termine cinquième d'un sprint à Drammen, toujours en classique. Elle est ensuite septième du trente kilomètres d'Oslo. Lors des Finales de Falun, elle remporte l'étape du dix kilomètres classique mass-start pour terminer sixième du mini-tour.

### 2019: premier échec en grands championnats

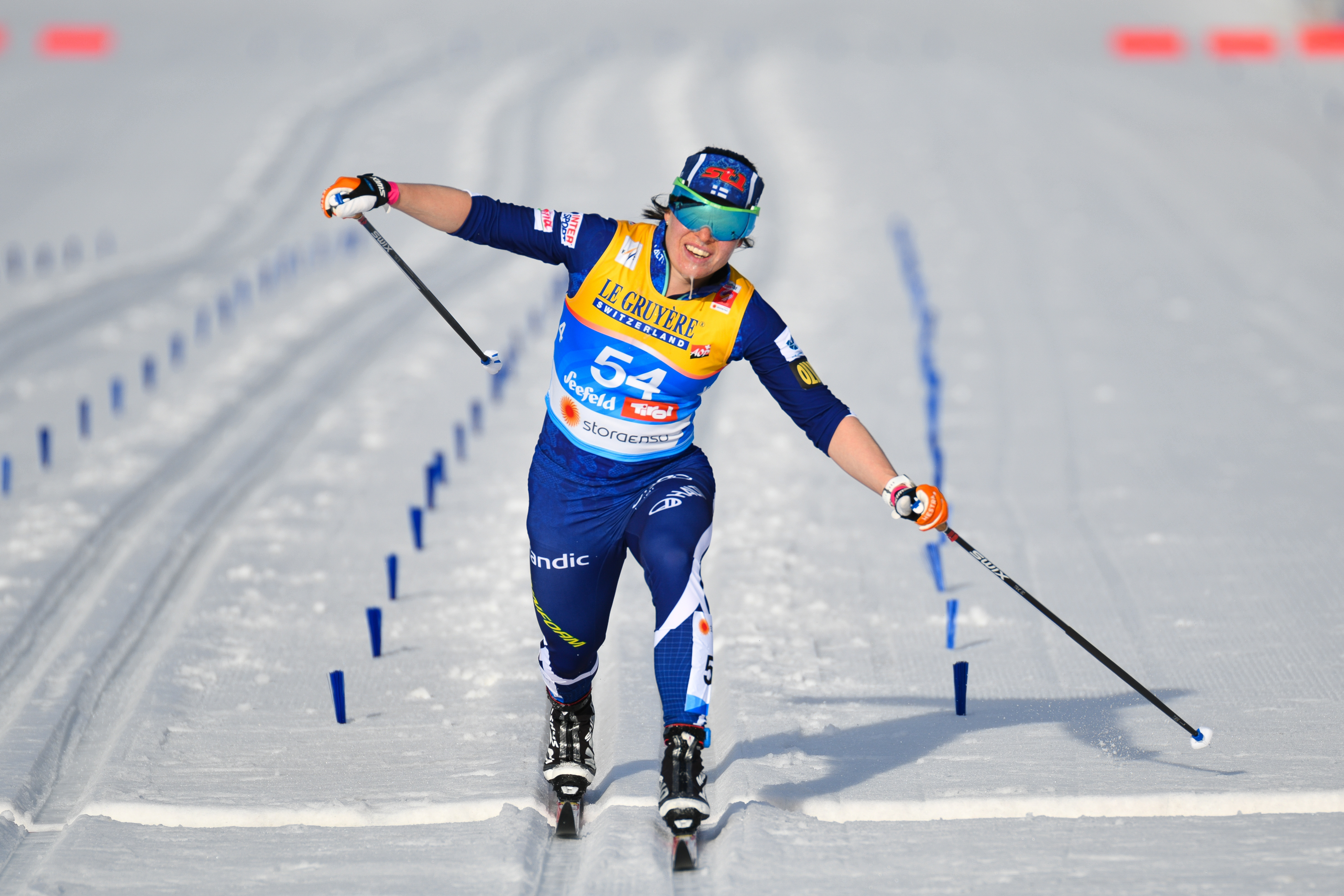
Pärmäkoski sur le 10 km des championnats du monde 2019.

Pour ses débuts sur la coupe du monde, elle termine cinquième du sprint puis sixième du dix kilomètres, deux épreuves en style classique de Ruka. Elle termine à cette même place du Nordic Opening disputé à Lillehammer. Elle continue avec des sixièmes place à Beitostolen et Davos, terminant également troisième du dix kilomètres style libre sur cette station. Sur le tour de ski, ses meilleurs résultats sont une quatrième place à Toblach sur un dix kilomètres et une autre sur le dix kilomètres mass-start de Val di Fiemme, terminant troisième du classement général remporté par Ingvild Flugstad Østberg devant Natalia Nepryaeva. Elle obtient ensuite une quatrième place à Otepää et une cinquième à Ulricehamn. À Seefeld au Tirol, lors des championnats du monde, elle termine huitième du skiathlon puis septième du sprint par équipes où elle est associée à Anne Kylloenen. Sur le dix kilomètres classique, elle termine quatrième derrière Therese Johaug, Frida Karlsson et Ingvild Flugstad Østberg. Le relais finlandais, avec Laura Mononen, Riitta-Liisa Roponen et Eveliina Piippo, termine sixième. Elle achève les mondiaux par une onzième place du trente kilomètres. Après deux éditions des Jeux olympiques et quatre éditions des mondiaux, c'est la première fois depuis les Jeux de Vancouver en 2010 qu'elle ne remporte pas de médaille sur un grand événement.

### 2020 et 2021
Lors de la saison 2019-2020, la fondeuse monte sur trois podiums individuels en Coupe du monde, avec une deuxième place au dix kilomètres classique du Ruka Triple (Nordic Opening), le troisième temps sur le quinze kilomètres poursuite en style classique à Trondheim sur le Ski Tour et avec une troisième place sur le dix kilomètres classique de Lahti.
En 2021, son prinicipal succès est collectif, remporte une quatrième médaille de bronze en relais aux Championnats du monde à Oberstdorf, en compagnie de Jasmi Joensuu, Johanna Matintalo et Riitta-Liisa Roponen.

## Palmarès

### Jeux olympiques d'hiver
| Épreuve / Édition   | Sprint                           | Sprint                           | 10 km                               | 10 km                               | Skiathlon 2 × 7,5 km                | 30 km                              | Relais | Relais                             |
| Épreuve / Édition   | libre                            | classique                        | libre                               | classique                           | Skiathlon 2 × 7,5 km                | 30 km                              | Sprint | 4 × 5 km                           |
| JO 2010 Vancouver   | Épreuve inexistante à cette date | —                                | 52e                                 | Épreuve inexistante à cette date    | —                                   | 25e                                | —      | —                                  |
| JO 2014 Sotchi      | —                                | Épreuve inexistante à cette date | Épreuve inexistante à cette date    | 10e                                 | 13e                                 | 18e                                | —      | Médaille d'argent, Jeux olympiques |
| JO 2018 Pyeongchang | Épreuve inexistante à cette date | 9e                               | Médaille de bronze, Jeux olympiques | Épreuve inexistante à cette date    | Médaille de bronze, Jeux olympiques | Médaille d'argent, Jeux olympiques | 5e     | 4e                                 |
| JO 2022 Pékin       | —                                | Épreuve inexistante à cette date | Épreuve inexistante à cette date    | Médaille de bronze, Jeux olympiques | 7e                                  |                                    |        |                                    |

Légende :
- : première place, médaille d'or
- : deuxième place, médaille d'argent
- : troisième place, médaille de bronze
- : pas d'épreuve
- — : Non disputée Krista Pärmäkoski

### Championnats du monde
| Épreuve / Édition           | Sprint                           | Sprint                           | 10 km                            | 10 km                            | Poursuite / skiathlon 2 × 7,5 km | 30 km | Relais                    | Relais                    |
| Épreuve / Édition           | libre                            | classique                        | libre                            | classique                        | Poursuite / skiathlon 2 × 7,5 km | 30 km | Sprint                    | 4 × 5 km                  |
| Mondiaux 2009 Liberec       | —                                | Épreuve inexistante à cette date | Épreuve inexistante à cette date | 37e                              | —                                | —     | —                         | —                         |
| Mondiaux 2011 Oslo          | 16e                              | Épreuve inexistante à cette date | Épreuve inexistante à cette date | 5e                               | 31e                              | 11e   | Médaille d'argent, monde  | Médaille de bronze, monde |
| Mondiaux 2013 Val di Fiemme | Épreuve inexistante à cette date | 14e                              | 15e                              | Épreuve inexistante à cette date | 8e                               | DNF   | Médaille de bronze, monde | —                         |
| Mondiaux 2015 Falun         | Épreuve inexistante à cette date | —                                | 20e                              | Épreuve inexistante à cette date | 23e                              | —     | —                         | Médaille de bronze, monde |
| Mondiaux 2017 Lahti         | —                                | Épreuve inexistante à cette date | Épreuve inexistante à cette date | 7e                               | Médaille d'argent, monde         | 6e    | —                         | Médaille de bronze, monde |
| Mondiaux 2019 Seefeld       | —                                | Épreuve inexistante à cette date | Épreuve inexistante à cette date | 4e                               | 8e                               | 11e   | 7e                        | 6e                        |
| Mondiaux 2021 Oberstdorf    | Épreuve inexistante à cette date | —                                | 13e                              | Épreuve inexistante à cette date | 13e                              | 8e    | 7e                        | Médaille de bronze, monde |

Légende :
- : première place, médaille d'or
- : deuxième place, médaille d'argent
- : troisième place, médaille de bronze
- : pas d'épreuve
- — : Non disputée par Krista Pärmäkoski
- DNF : abandon

### Coupe du monde
Son meilleur classement général est une deuxième place en 2017, saison où elle termine également troisième de classement des courses de distances.
- 18 podiums en épreuve individuelle : 3 victoires, 8 deuxièmes places et 7 troisièmes places.
- 12 podiums en épreuves par équipes : 
  - 11 podiums en relais : 5 deuxièmes places et 6 troisièmes places.
  - 1 podium en sprint : 1 deuxième place.
- 1 podium en épreuve par équipes mixte : 1 deuxième place.

#### Courses par étapes
- 19 podiums en épreuve individuelle : 3 victoires, 9 deuxièmes places et 7 troisièmes places.
- Tour de ski
  - 2e en 2017.
  - 11 podiums d'étapes.
- Nordic Opening : 2 podiums d'étape, dont 1 victoire.
- Finales : 3 podiums d'étape, dont 1 victoire.
- Ski Tour Canada : 2 podiums d'étape, dont 1 victoire .
- Ski Tour (2020) : 1 podium d'étape.

#### Détail des victoires individuelles
| Épreuve / Édition | Sprint | Sprint    | 10 km | 10 km         | Skiathlon 2 × 7,5 km | 15 km | 15 km     | Tour de ski ou Finales ou Nordic Opening |
| Épreuve / Édition | Libre  | Classique | Libre | Classique     | Skiathlon 2 × 7,5 km | Libre | Classique | Tour de ski ou Finales ou Nordic Opening |
| 2017-18           |        |           |       | Planica Lahti |                      |       |           |                                          |
| Épreuve / Édition | Sprint | Sprint    | 10 km | 10 km         | Skiathlon 2 × 7,5 km | 20 km | 20 km     | Tour de ski ou Finales ou Nordic Opening |
| Épreuve / Édition | Libre  | Classique | Libre | Classique     | Skiathlon 2 × 7,5 km | Libre | Classique | Tour de ski ou Finales ou Nordic Opening |
| 2023-24           |        |           |       |               |                      |       | Lahti     |                                          |

##### Victoires d'étapes
| Date            | Lieu        | pays    | Compétition     | Discipline  |
| --------------- | ----------- | ------- | --------------- | ----------- |
| 12 mars 2016    | Canmore     | Canada  | Ski Tour Canada | 10 km TC HS |
| 4 décembre 2016 | Lillehammer | Norvège | Nordic Opening  | 10 km TC HS |
| 17 mars 2018    | Falun       | Suède   | Finales         | 10 km TC MS |

Légende :

TC = classique

TL = libre

MS = départ en masse

HS = départ avec handicap

PU = poursuite

#### Classements en Coupe du monde
| Saison / Épreuve | Saison / Épreuve | Général | Général | Distance | Distance | Sprint | Sprint |         | Tour de ski depuis 2007          | Finales 2008-2014 /Ski Tour Canada (2016) | Nordic Opening depuis 2011 |
| Saison / Épreuve | Saison / Épreuve | Class.  | Points  | Class.   | Points   | Class. | Points |         | Tour de ski depuis 2007          | Finales 2008-2014 /Ski Tour Canada (2016) | Nordic Opening depuis 2011 |
| ---------------- | ---------------- | ------- | ------- | -------- | -------- | ------ | ------ | ------- | -------------------------------- | ----------------------------------------- | -------------------------- |
| 2009             | 2009             | 112e    | 7       | -        | -        | 74e    | 7      | -       | -                                | Épreuve inexistante à cette date          |                            |
| 2010             | 2010             | 102e    | 13      | 77e      | 13       | -      | -      | -       | -                                | Épreuve inexistante à cette date          |                            |
| 2011             | 2011             | 12e     | 568     | 12e      | 320      | 29e    | 76     | 8e      | Ab.                              | 12e                                       |                            |
| 2012             | 2012             | 7e      | 940     | 7e       | 492      | 19e    | 176    | 4e      | 17e                              | 12e                                       |                            |
| 2013             | 2013             | 10e     | 736     | 13e      | 310      | 26e    | 88     | 4e      | Abandon                          | 6e                                        |                            |
| 2014             | 2014             | 8e      | 726     | 9e       | 300      | 17e    | 134    | 4e      | 11e                              | 12e                                       |                            |
| 2015             | 2015             | 24e     | 261     | 24e      | 152      | 40e    | 45     | Abandon | Épreuve inexistante à cette date | 8e                                        |                            |
| 2016             | 2016             | 4e      | 1335    | 5e       | 664      | 9e     | 279    | 8e      | Épreuve inexistante à cette date | 8e                                        |                            |
| 2017             | 2017             | 2e      | 1618    | 3e       | 807      | 6e     | 281    | 2e      | 5e                               | 3e                                        |                            |
| 2018             | 2018             | 4e      | 1220    | 4e       | 656      | 7e     | 252    | 4e      | 6e                               | 15e                                       |                            |
| 2019             | 2019             | 4e      | 1316    | 4e       | 687      | 14e    | 199    | 3e      | 4e                               | 5e                                        |                            |
| 2020             | 2020             | 9e      | 829     | 7e       | 561      | 27e    | 80     | —       | Épreuve inexistante à cette date | 6e                                        |                            |
| 2021             | 2021             | 12e     | 500     | 13e      | 276      | 33e    | 44     | 5e      | Épreuve inexistante à cette date | Abandon                                   |                            |

### Championnat du monde junior et des moins de 23 ans
En trois participations aux Championnats du monde juniors, Krista Pärmäkoski remporte quatre médailles. Une première médaille de bronze en relais en 2008, une médaille d'argent en poursuite en 2009 puis un titre mondial sur le 5 km en style classique accompagné d'une médaille d'argent en relais en 2010. Elle accumule également des places d'honneur. Par ailleurs, en 2011, elle remporte la médaille d'or du 10 km en style libre dans la catégorie des moins de 23 ans à Otepää qui est disputée conjointement avec les Mondiaux juniors.
| Épreuve / Édition                         | Sprint                           | Sprint                           | 5 km                             | 5 km                             | Poursuite 2 × 5 km               | Relais                           |
| Épreuve / Édition                         | libre                            | classique                        | libre                            | classique                        | Poursuite 2 × 5 km               | Relais                           |
| Mondiaux 2008 Malles                      | 15e                              | Épreuve inexistante à cette date | Épreuve inexistante à cette date | 15e                              | 8e                               | Médaille de bronze               |
| Mondiaux 2009 Praz de Lys                 | Épreuve inexistante à cette date | 6e                               | 4e                               | Épreuve inexistante à cette date | Médaille d'argent                | 5e                               |
| Mondiaux 2010 Hinterzarten                | 5e                               | Épreuve inexistante à cette date | Épreuve inexistante à cette date | Médaille d'or                    | 6e                               | Médaille d'argent                |
| Championnats du monde des moins de 23 ans |                                  |                                  |                                  |                                  |                                  |                                  |
| Épreuve / Édition                         | Sprint                           | Sprint                           | 10 km                            | 10 km                            | Poursuite 2 × 7,5 km             | Relais                           |
| Épreuve / Édition                         | libre                            | classique                        | libre                            | classique                        | Poursuite 2 × 7,5 km             | Relais                           |
| Mondiaux 2011 Otepää                      | Épreuve inexistante à cette date | Épreuve inexistante à cette date | Médaille d'or                    | Épreuve inexistante à cette date | Épreuve inexistante à cette date | Épreuve inexistante à cette date |

### Coupe de Scandinavie
- 3 podiums.

### Championnats de Finlande
- Vainqueur sur 3,3 kilomètres classique en 2012.
- Vainqueur du trente kilomètres libre en 2015.
- Vainqueur du dix kilomètres libre et sur 3,75 kilomètres classique en 2016.
- Vainqueur du dix kilomètres classique et trente kilomètres libre en 2017.
- Vainqueur du trente kilomètres classique en 2018.
- Vainqueur du dix kilomètres libre, du dix kilomètres classique et du trente kilomètres libre en 2019.
- Vainqueur du dix kilomètres classique en 2020.
- Vainqueur du dix kilomètres classique en 2021.